# Anna Battke
Anna Battke (ur. 3 stycznia 1985) – niemiecka lekkoatletka, specjalizująca się w skoku o tyczce.
Brązowa medalistka młodzieżowych mistrzostw Europy (2007). W 2009 roku sięgnęła po brąz halowych mistrzostw Europy. 
W olimpijskim sezonie 2012 zrezygnowała ze startów z powodu ciąży

## Osiągnięcia
| Rok  | Impreza                        | Miejsce   | Pozycja    | Wynik |
| ---- | ------------------------------ | --------- | ---------- | ----- |
| 2007 | Młodzieżowe mistrzostwa Europy | Debreczyn | 3. miejsce | 4,35  |
| 2008 | Halowe mistrzostwa świata      | Walencja  | 8. miejsce | 4,45  |
| 2009 | Halowe Mistrzostwa Europy      | Turyn     | 3. miejsce | 4,65  |
| 2009 | Mistrzostwa świata             | Berlin    | 7. miejsce | 4,40  |

## Rekordy życiowe
- skok o tyczce (stadion) – 4,68 m (2009)
- skok o tyczce (hala) – 4,65 m (2009)